# Cmentarz w Międzyrzecu Podlaskim
Cmentarz w Międzyrzecu Podlaskim – cmentarz, który założony został w 1807. Znajdują się tutaj nagrobki wielu zasłużonych ludzi oraz kaplica św. Rocha z 1838 roku, grób ofiar Krwawych Dni Międzyrzeca i symboliczny grób-pomnik dzieci nienarodzonych.

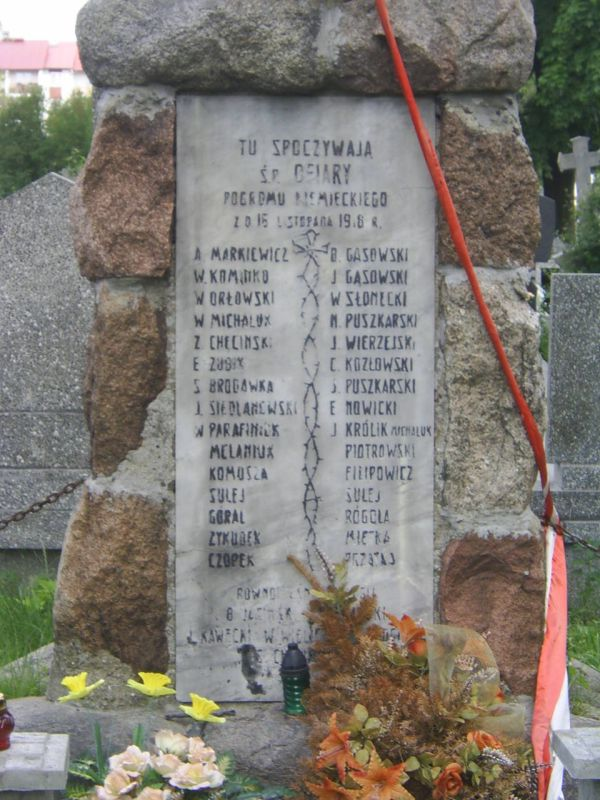
Pomnik ofiar pogromu niemieckiego
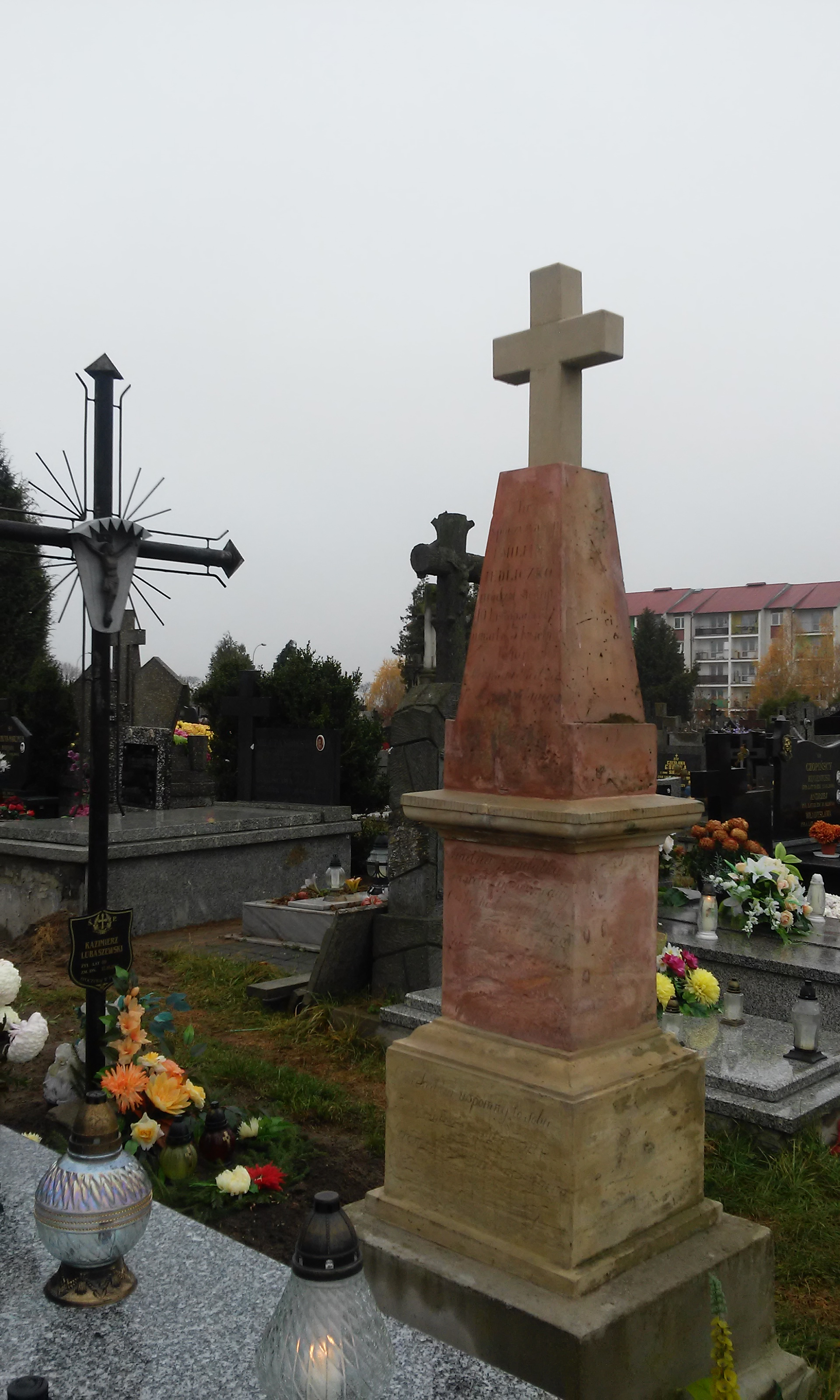
Grób Emiliana Jedliczki z 1843
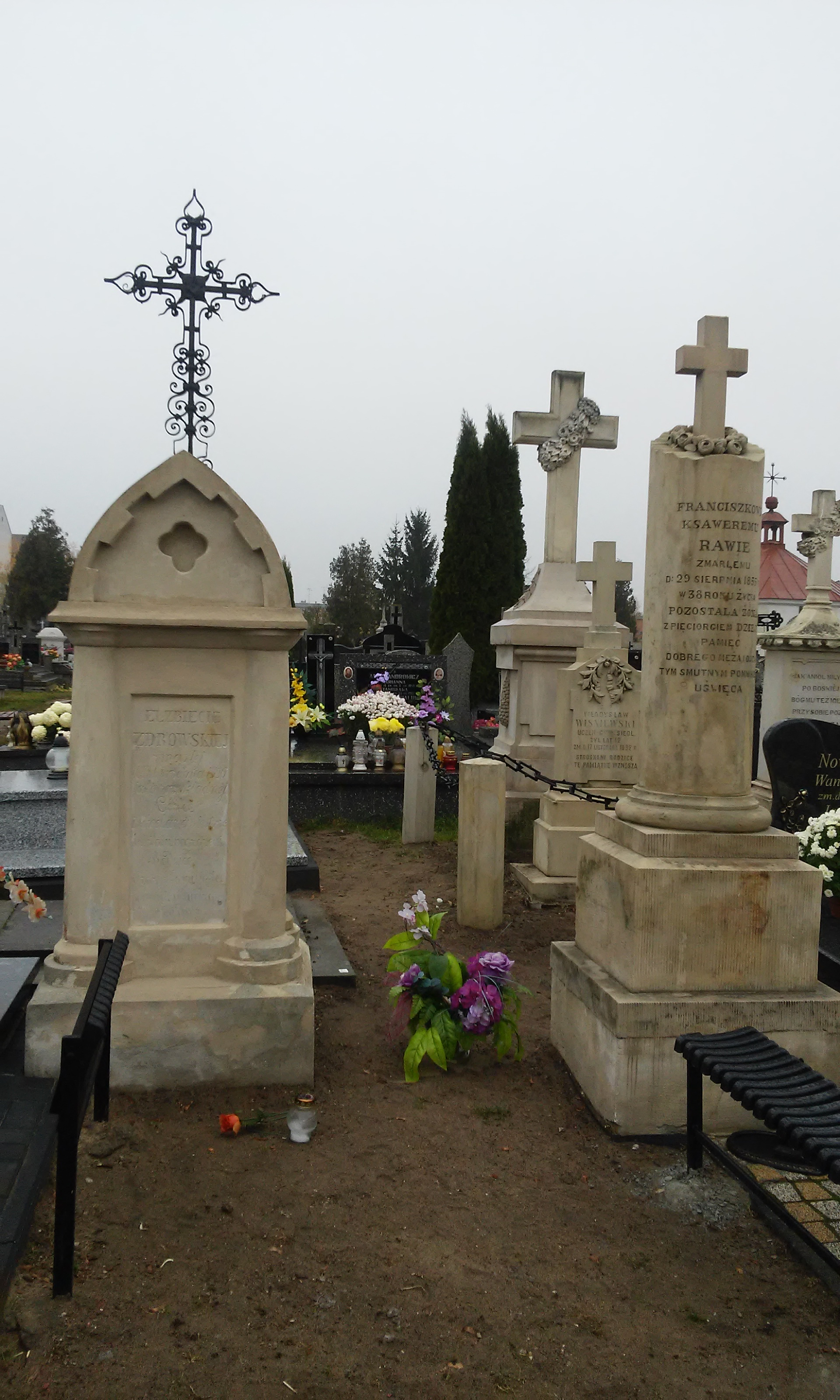
Grupa XIX-wiecznych nagrobków: Elżbiety Zdrowskiej (z lewej, 1856), Franciszka Rawy (po prawej, 1855) i Władysława Wiśniewskiego (niższy krzyż na dalszym planie, 1892)
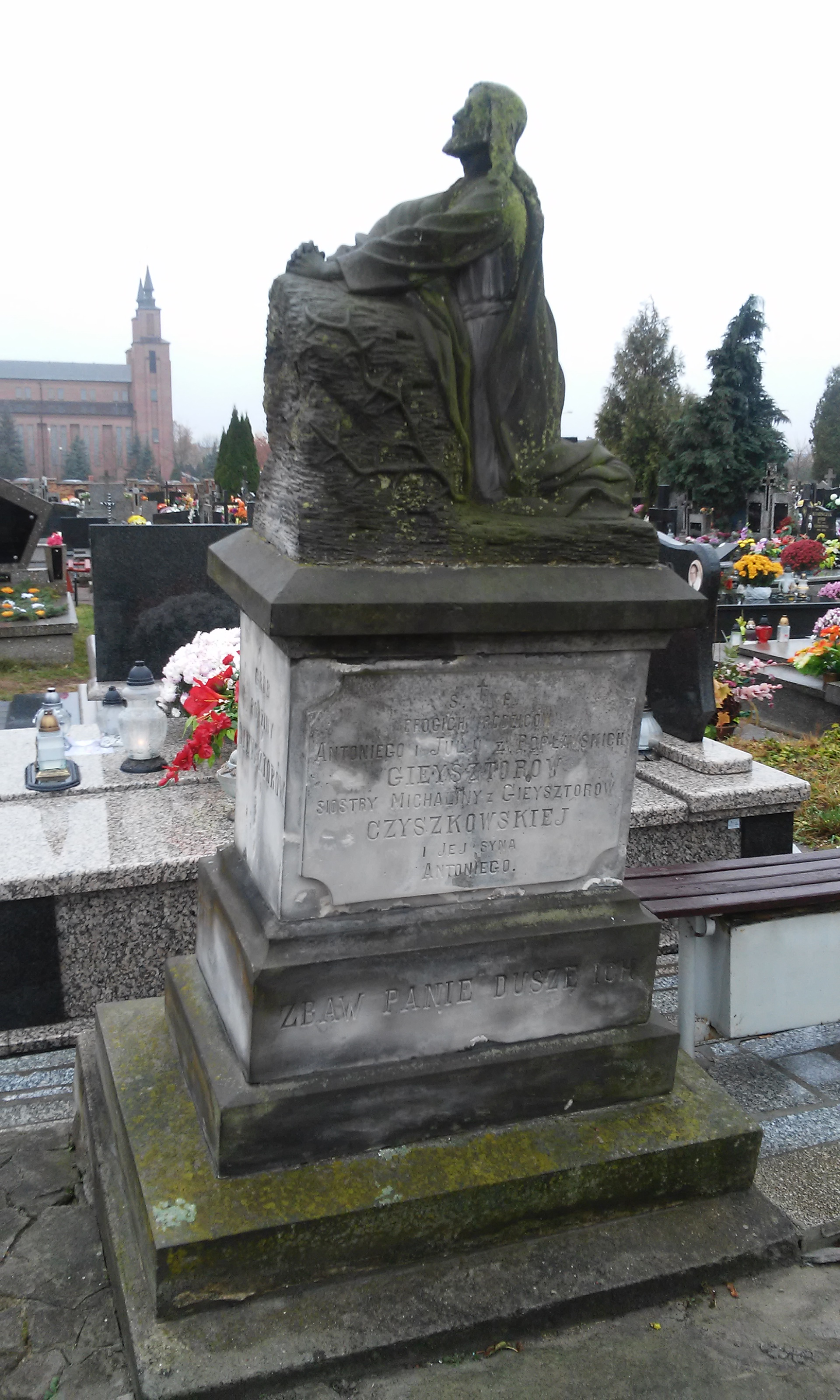
Grób rodzinny Gieysztorów z figurą Chrystusa w Ogrójcu
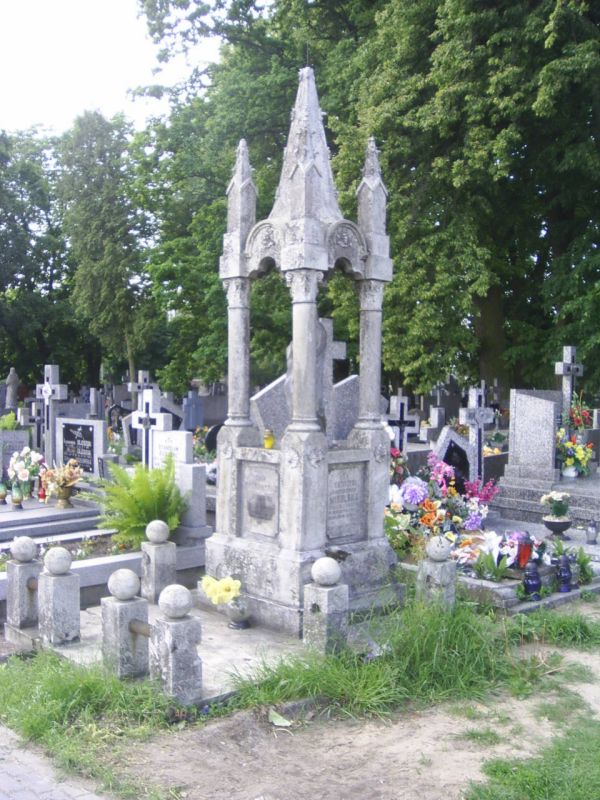
Nagrobek rodzinny Oksiutów z I poł. XX wieku
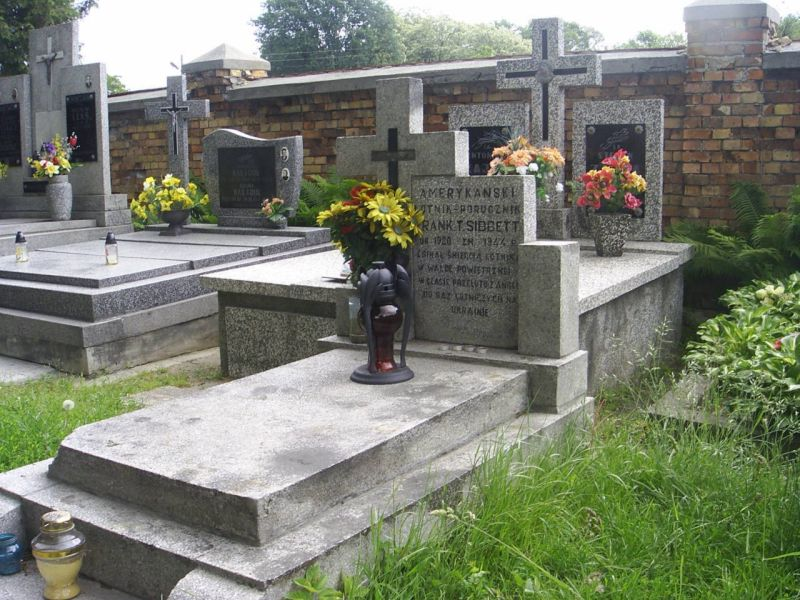
Grób amerykańskiego lotnika por. Franka T. Sibbeta
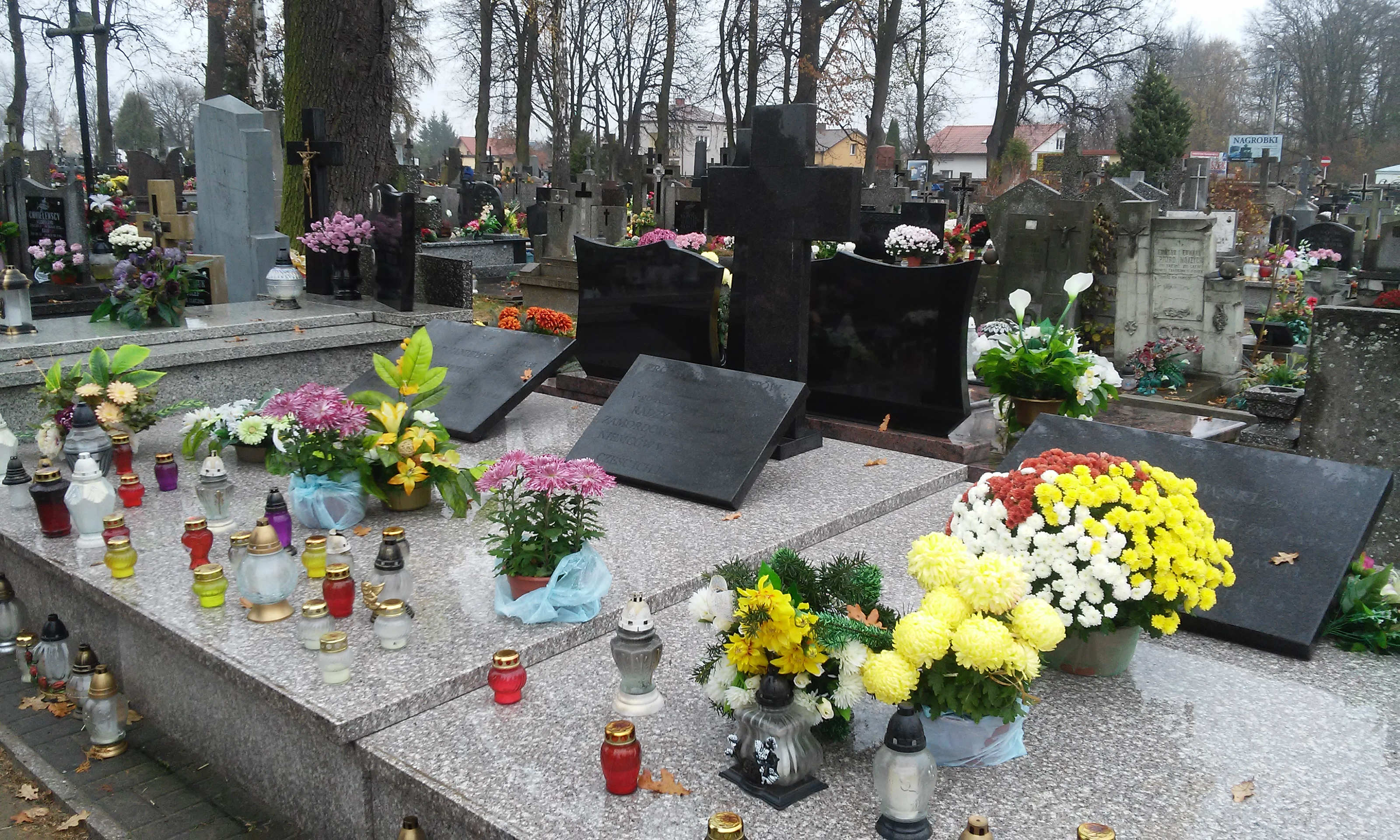
Grób zamordowanych w 1943 żołnierzy Armii Krajowej